# Saint-Pargoire
Saint-Pargoire è un comune francese di 2 005 abitanti situato nel dipartimento dell'Hérault nella regione dell'Occitania.

## Società

### Evoluzione demografica
Abitanti censiti